# Harry Lamott Crowl
Harry Lamott Crowl (* 6. Oktober 1958 in Belo Horizonte) ist ein brasilianischer Komponist und Musikwissenschaftler.
Crowl war Violinschüler von José de Mattos und studierte Musiktheorie an der Musikschule der Fundação Clóvis Salgado. 1977 ging er in die USA, wo er an der Westport School of Music  Bratsche und an der Juilliard School of Music Komposition bei Charles Jones studierte. Später vervollkommnete er sein Kompositionsstudium bei Peter Sculthorpe in England.
Von 1984 bis 1994 unterrichtete er an der Universität von Ouro Preto, wo er zwischen 1986 und 1988 sowie zwischen 1990 und 1992 die Musikfakultät leitete. Außerdem gab er Vorlesungen in Chile, den USA, Portugal und Dänemark.
Crowls Werkverzeichnis umfasst mehr als 100 Kompositionen, darunter neben kammermusikalischen Werken vier Sinfonien, mehrere Instrumentalkonzerte und Chormusik.